# Virtuti Militari

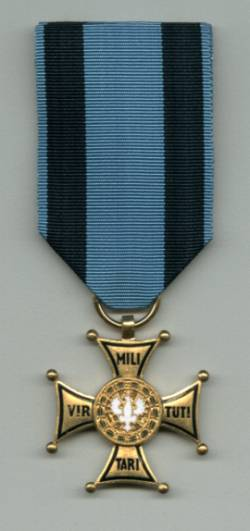
Virtuti Militari, 5e klasse

De Orde Virtuti Militari (Latijn voor: "voor militaire deugd") is de hoogste militaire onderscheiding voor moed in oorlogstijd van Polen. De Virtuti Militari is te vergelijken met de Nederlandse Militaire Willems-Orde. Andere vergelijkbare onderscheidingen zijn het Britse Victoria Cross en de Amerikaanse U.S medal of Honor. De onderscheiding wordt in 5 graden toegekend ofwel voor persoonlijke moed ofwel aan commandanten voor blijk van leiderschap.
De Orde Virtuti Militari werd in 1793 ingesteld door de Poolse koning Stanislaus de Tweede. In 1795 hield evenwel het Pools-Litouwse Gemenebest op te bestaan. Tijdens deze Poolse Delingen werd het land door Oostenrijk, Pruisen en Rusland onderling verdeeld. Deze landen schaften de onderscheiding af en verboden het dragen ervan. Sindsdien is deze onderscheiding verschillende keren opnieuw ingevoerd, hernoemd, en weer verboden, waarmee zij het lot van de Poolse natie weerspiegelde.
De Orde is toegekend aan zowel Polen als niet-Polen, verschillende steden en één schip voor ofwel moed ofwel uitzonderlijk leiderschap ten tijde van oorlog. Sinds 1989 is de onderscheiding niet meer toegekend.

## Ontstaan

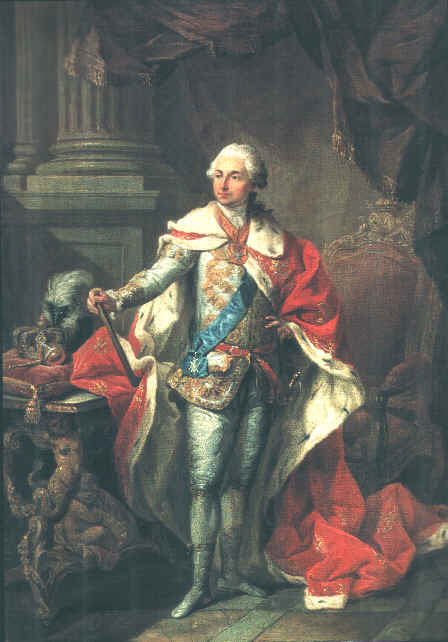
Stanislaw August Poniatowski, Koning van Polen

De orde Virtuti Militari werd op 22 juni 1792 door de koning van Polen, Stanislaus de Tweede, ingesteld om de overwinning in de Slag om Zieleńce te herdenken. Bij de oprichting bestond de orde uit twee graden, de gouden graad voor generaals en officieren, en een zilveren medaille voor onderofficieren en gewone soldaten. In augustus 1792 was een, op de Oostenrijkse Orde van Maria-Theresia gebaseerd, statuut voor de Orde geschreven waarin de vorm opnieuw werd vastgesteld. Het draagteken werd nu een kruis en is sinds de instelling nog weinig veranderd. De Orde kreeg vijf klassen.
De eerste leden van het kapittel van de orde waren ook de eerste ontvangers. Voor hun deelname aan de Pools-Russische Oorlog van 1792 werden in totaal 63 officieren en 290 onderofficieren en soldaten met de Virtuti Militari begiftigd. De instelling van de orde werd nooit volledig tot stand gebracht want snel na de introductie ervan trad de koning toe tot de Conferentie van Targowica, die op 29 augustus 1792 de onderscheiding afschafte en het dragen ervan verbood. Wie het kruis of de medaille desondanks droeg kon door de nieuwe Poolse autoriteiten worden gedegradeerd en ontslagen uit het leger.
Ondanks dat de laatste Sejm, die op 23 november 1793 in Grodno werd gehouden, de onderscheiding herintroduceerde, werd hij op last van Catharina de Grote van Rusland op 8 januari 1794 opnieuw afgeschaft. Slechts een jaar later deelde het Pools-Litouwse Gemenebest het lot van haar onderscheiding toen de overgebleven gedeeltes door haar buurstaten werden geannexeerd tijdens de Poolse delingen. Koning Stanislaus August Poniatowski trad hetzelfde jaar af. Gedurende zijn regering werden 526 onderscheidingen toegekend: 440 zilveren medailles en kruisen, 85 gouden medailles en kruisen en 1 commandeurskruis.
Onder de beroemdste ontvangers van de Virtuti Militari tijdens deze periode waren prins Józef Poniatowski (1763-1813) en Tadeusz Kościuszko (1746-1817), beide begenadigde militaire bevelhebbers gedurende de Pools-Russische Oorlog van 1792 en de Opstand van Kościuszko.

## Hertogdom Warschau
In 1806 werd luitenant-generaal Józef Poniatowski gepromoveerd tot bevelhebber van alle strijdkrachten van het Hertogdom Warschau, de slechts kort levende staat die geallieerd was met Napoleon. Als een van de eerste ontvangers van de Virtuti Militari stond Poniatowski op de herintroductie van de onderscheiding. Ten slotte accepteerde Frederik August I van Saksen, koning van Saksen en hertog van Warschau het voorstel en herintroduceerde hij de Viruti Militari als hoogste militaire onderscheiding voor alle Poolse militairen die aan de zijde van Frankrijk in de napoleontische oorlogen vochten. De officiële naam van de onderscheiding werd veranderd in "Militaire medaille van het hertogdom Warschau", de militairen zelf bleven echter de oude naam gebruiken. Het Koninklijk Besluit introduceerde ook een nieuw klassensysteem voor de onderscheiding dat sindsdien in gebruik is gebleven. De klasse van het kruis hangt af van de rang van de militair aan wie het is toegekend:
1. Ie Klasse - Grootkruis (met ster) (Krzyż Wielki z Gwiazdą), voor opperbevelhebbers
2. IIe Klasse - Commandeurskruis (Krzyż Komandorski), voor divisiecommandanten
3. IIIe Klasse - Ridderkruis (Krzyż Kawalerski), voor brigadecommandanten, kolonels en majoors
4. IVe Klasse - Gouden kruis (Krzyż Złoty)
5. Ve Klasse - Zilveren kruis (Krzyż Srebrny)

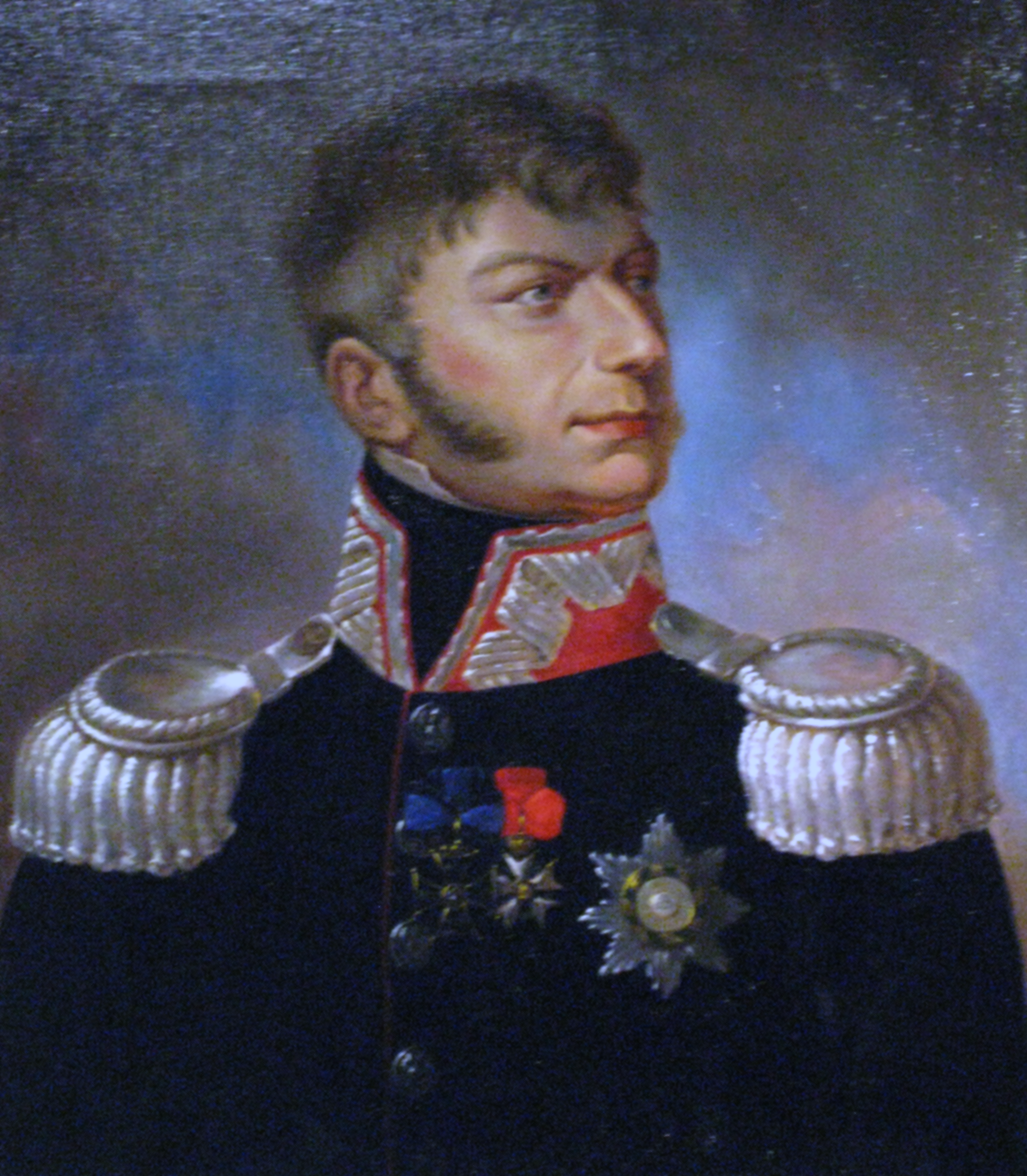
Józef Chłopicki met de commandeurskruisen van Virtuti Militari en Legioen van Eer.

In het begin had iedere hoge legercommandant een quotum van Virtuti Militari's om aan zijn soldaten te verlenen. Het systeem werd echter al snel veranderd en sindsdien werd de orde gewoonlijk toegekend voor individuele daden van moed en werd zij verleend na een voordracht door hogere commandanten. Naar aanleiding van een besluit van 10 oktober 1812 had iedere drager van een gouden of zilveren kruis recht op een jaarlijks salaris, tot een promotie tot officier volgde of (indien de drager het leger verliet) voor de rest van zijn leven. Aanvullend hierop werd tijdens de napoleontische oorlogen de huidige traditie in het leven geroepen om de onderscheiding voor het front van de troepen uit te reiken. Tussen 1806 en 1815 werden 2569 kruisen uitgereikt aan Poolse soldaten die op alle fronten vochten: van Santo Domingo tot Rusland en van Italië tot Spanje.
Tot de beroemde ontvangers van de onderscheiding tijdens deze periode behoorde generaal Jan Henryk Dąbrowski (1755 - 1818), de organisator van de Poolse troepen in Italië gedurende de napoleontische oorlogen. Naar hem is het Poolse volkslied Mazurek Dąbrowskiego genoemd. Daarnaast ontving generaal Józef Chlopicki de Virtuti Militari. Op 20 mei 1809 ontving sergeant Joanna Żubr het kruis klasse V voor haar aandeel in de aanval op Zamość; zij werd hiermee de eerste vrouw die de onderscheiding ontving.

## Congres-Polen
In 1815, toen na afloop van de napoleontische oorlogen de Europese grootmachten bij het Congres van Wenen Europa opnieuw vorm gaven, werd het Koninkrijk Polen - onofficieel bekend als Congres-Polen - opgericht. Deze staat, bestaande uit een tiende van het grondgebied van het vroegere Polen-Litouwse gemenebest en een vijfde van haar vroegere bevolking, was nu in een personele unie verbonden met Rusland. In Congres-Polen werd de Virtuti Militari omgedoopt in Poolse Militaire Medaille. Zowel het statuut als de privileges van de dragers van de onderscheiding bleven bestaan. Er werd een speciale commissie opgericht om de onderscheiding toe te kennen aan veteranen van de napoleontische campagnes van 1812, 1813 en 1814. Tot 1820 werden er 1213 kruisen uit alle klassen toegekend. Een Koninklijk Besluit van 5 juni 1817 verhief alle officieren die het gouden kruis ontvingen in de adelstand.
Formeel was het Koninkrijk Polen een van de weinige constitutionele monarchieën uit die tijd, met de tsaar van het Russische Rijk als koning van Polen. Het land had een van de meest liberale grondwetten in 19e-eeuws Europa, hoewel de grondwet grondig verschilde van die van het voormalige Pools-Litouwse gemenebest. Het Poolse verlangen naar vrijheid en het respecteren van de Poolse voorrechten was een bron van constante wrijving tussen de Polen en de Russen. Het grootste probleem was dat de tsaren, die in Rusland de absolute macht hadden, een vergelijkbare positie in Polen nastreefden.
Nadat Nicolaas I in 1825 weigerde zichzelf tot koning van Polen te kronen, en in plaats daarvan de Poolse voorrechten verder inperkte, verwierp de Sejm in reactie op diens herhaalde beperking van de grondwettelijke rechten van het Poolse parlement in 1830 de tsaar als koning van Polen. Toen de novemberrevolutie uitbrak, reageerde de tsaar door Russische troepen naar Polen te sturen.
Na het uitbreken van deze opstand tegen Rusland, besloot de Poolse Sejm in een decreet van 19 februari 1831 dat de onderscheiding in zijn originele naam werd hersteld: de "Orde Virtuti Militari". Tussen 3 maart en oktober van datzelfde jaar werd de onderscheiding 3863 maal toegekend. Onder de ontvangers van het zilveren kruis waren drie vrouwen:
- de hoofdarts van het 10e Infanterieregiment van Linie, Józefa Kluczycka;
- de hulparts van het 10e Infanterieregiment van Linie, Józefa Daniel Rostowska;
- een cadet in het 1e "Augustów" Cavalerieregiment, Bronisława Czarnowska.

Na het mislukken van de opstand schafte tsaar Nicolaas I de onderscheiding wederom af en hij verbood ook het dragen ervan. Op 31 december 1831 werd de onderscheiding vervangen door het "Poolse Teken van Eer" (Polski Znak Honorowy), een exacte kopie van het originele kruis dat alleen werd toegekend aan Russen voor verdiensten voor de Russische autoriteiten.

## Poolse republiek

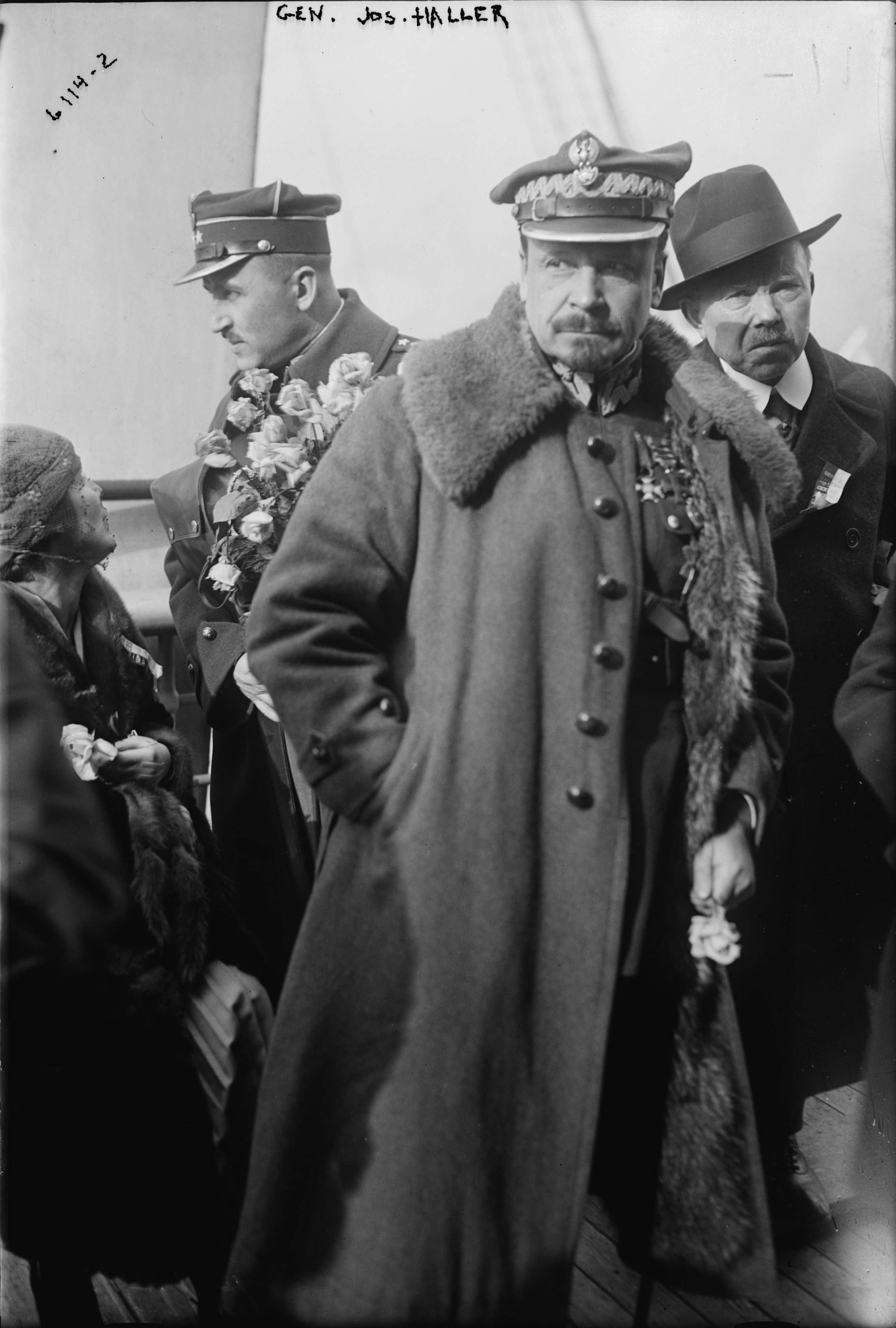
Józef Haller.

Nadat de Poolse natie in 1918 haar onafhankelijkheid had herkregen (Tweede Poolse Republiek), herintroduceerde de Poolse Sejm op 1 augustus 1919 de Virtuti Militairi onder een nieuwe officiële naam: de Militaire onderscheiding Virtutu Militari (Pools: Order Wojskowy Virtuti Militari). Tevens werd een nieuw statuut ingesteld, en het klasse-systeem dat tijdens het Hertogdom Warschau bestond werd opnieuw geïntroduceerd. Volgens het nieuwe statuut konden de kruisen van de verschillende klassen worden toegekend aan verschillende categorieën militairen en voor verschillende daden:
- Grootkruis met ster - Ie klasse: "voor een commandant die in de strijd een overwinning van strategisch belang heeft behaald resulterend in de totale nederlaag van de vijand, of een succesvolle verdediging die leidde tot een beslissende uitkomst van een campagne";
- Commandeurskruis - IIe klasse: "voor een commandant die een belangrijke tactische overwinning heeft behaald of een waardevolle en succesvolle verdediging van een moeilijke positie heeft gevoerd";
- Ridderkruis - IIIe klasse: "voor officieren, onderofficieren of gewone soldaten die eerder met het Gouden Kruis waren begiftigd, voor daden van uitmuntende dapperheid, levensgevaar of uitmuntende leiding over zijn troepen".
- Gouden Kruis - IVe klasse: "voor officieren die hun troepen met uitmuntende dapperheid en moed of voor onderofficieren en gewone soldaten die eerder met het Zilveren Kruis waren begiftigd, voor daden van uitmuntende dapperheid en levensgevaar op het slagveld"
- Zilveren Kruis - Ve klasse: "voor officieren, onderofficieren of gewone soldaten, voor daden van uitmuntende moed en levensgevaar op het slagveld".

Elke drager van de Virtuti Miltarie ontving onafhankelijk van rang of functie een jaarlijks salaris van 300 złoty.

Het wapen van de Poolse stad Lwów met het zilveren kruis van de Orde Virtuti Militari.

Andere privileges waren onder meer het recht van voorrang bij het kopen van land van de staat en het recht van voorrang bij sollicitaties voor overheidsfuncties. Hun kinderen kregen hogere cijfers bij examens in staatsscholen en universiteiten. Bovendien hadden dragers van de Virtuti Militari er recht op om door militairen van gelijke rang gegroet te worden, en onderofficieren en gewone soldaten konden gepromoveerd worden tot de naasthogere rang bij ontvangst van hun onderscheiding.
Het nieuwe kapittel van de orde (Pools: Kapituła Orderu Virtuti Militari) was samengesteld uit 12 dragers van de onderscheiding: vier uit elk van de klassen I tot IV. De voorzitter van het kapittel was Maarschalk van Polen Józef Piłsudski, op dat moment de enige levende Pool die het Grootkruis met Ster van de orde droeg. Als opperbevelhebber van het Poolse leger kon hij met toestemming van het Kapittel de klassen I tot III van de orde toekennen. Voor het toekennen van een onderscheiding met de klassen IV en V was alleen een aanvraag van een divisie- of brigadecommandant nodig. De Poolse nationale feestdag, 3 mei, werd gekozen als feestdag voor Virtuti Militari.
Op 1 januari 1920 kende Piłsudski de eerste kruisen toe aan 11 leden van een provisorisch kapittel. Op 22 januari 1920, ter gelegenheid van de verjaardag van het uitbreken van de Poolse Januari-opstand van 1863, werden de eerste soldaten en officieren gedecoreerd met de Virtuti Militari, voor hun daden tijdens de Eerste Wereldoorlog en de Pools-Oekraïense Oorlog. In 1923, toen het toekennen van nieuwe onderscheidingen tijdelijk werd stopgezet, waren er inmiddels 6589 onderscheidingen uitgereikt. De meeste gedecoreerden waren veteranen uit de Pools-Russische Oorlog, maar onder hen waren ook veteranen van alle andere oorlogen waarin Poolse militairen hadden meegevochten in de 20e eeuw, en ook enkele veteranen van de Poolse Januari-opstand van 1863. Onder de gedecoreerden van het Zilveren Kruis waren twee steden: Lwów en Verdun en de vaandels van 14 infanterieregimenten, 6 cavalerieregimenten, een geniebataljon, een vrouwenhulpkorps en 12 artillerieeenheden.
| Generaal           | Józef Piłsudski            |  |  |  |
| Generaal           | Józef Haller de Hallenburg |  |  |  |
| Luitenant Generaal | Wacław Iwaszkiewicz        |  |  |  |
| Brigadegeneraal    | Franciszek Latinik         |  |  |  |
| Brigadegeneraal    | Jan Romer                  |  |  |  |
| Brigadegeneraal    | Edward Rydz-Śmigły         |  |  |  |
| Kolonel            | Mieczysław Kuliński        |  |  |  |
| Kolonel            | Stanisław Skrzyński        |  |  |  |
| Majoor             | Mieczysław Mackiewicz      |  |  |  |
| Kapitein           | Andrzej Kopa               |  |  |  |
| Kapitein           | Adam Koc                   |  |  |  |

Op 24 november 1922 werd een nieuw kapittel gekozen dat de Orde in vredestijd zou moeten besturen. In het daaropvolgende jaar werden de laatste onderscheidingen voor de Eerste Wereldoorlog en de Pools-Russische oorlog toegekend. Er zouden geen nieuwe onderscheidingen in de Orde worden verleend.
Op 25 maart 1933 stelde het Poolse parlement een nieuwe wet op de Orde Virtuti Militari, de "Ustawa o Orderze Virtuti Militari" vast, waarin de vorm van alle onderscheidingen en de rechten en privileges van de ridders werden vastgelegd. De ridders kregen het recht om goedkoop met het openbaar vervoer te reizen, recht op geneeskundige hulp en recht op een baan die hen "een behoorlijk bestaan" op zou leveren. Oorlogsinvaliden zouden voor de rest van hun leven geld, voedsel en kleding ontvangen. Daarnaast werd vastgesteld dat de ridders een jaarlijks salaris van 300 złoty zouden ontvangen dat belastingvrij zou zijn en waarop geen beslag kon worden gelegd.

#### De nieuwe, strengere, criteria voor het toekennen van de Orde
- Grootkruis - Ie klasse - "voor de opperbevelhebber die een oorlog won of bevelhebbers van legers of fronten die tijdens een oorlog bijzondere overwinningen behaalden".
- Commandeurskruis - IIe klasse - "voor de commandant van een leger of front en onder bijzondere omstandigheden ook voor de bevelhebbers van kleinere eenheden zoals divisies en brigades die zich onderscheiden door dapper en gedurfd leiderschap in een operatie die voor de uitkomst van de oorlog van groot belang is geweest. Deze rang kon ook worden toegekend aan andere officieren die aan de overwinning hadden bijgedragen".
- Ridderkruis - IIIe klasse - "voor commandanten van eenheden ter grootte van een leger die zich hebben onderscheiden door voortreffelijk leiderschap, initiatief en moed. Deze rang kon ook worden toegekend aan stafofficieren die door hun werk aan de uiteindelijke overwinning in een veldslag of een oorlog hadden bijgedragen".
- Gouden Kruis - IVe klasse - "voor soldaten en officieren die al eerder met het zilveren kruis werden onderscheiden en door hun persoonlijke moed en voortreffelijk leiderschap een divisie of een kleinere eenheid op het slagveld een opvallend succes hadden laten behalen".
- Zilveren Kruis - Ve klasse - "voor commandanten die zich onderscheidden door hun dapper en voortreffelijk commando en ook voor soldaten die door hun dapperheid hun kameraden inspireerden en zo bijdroegen aan de eindoverwinning in een veldslag".

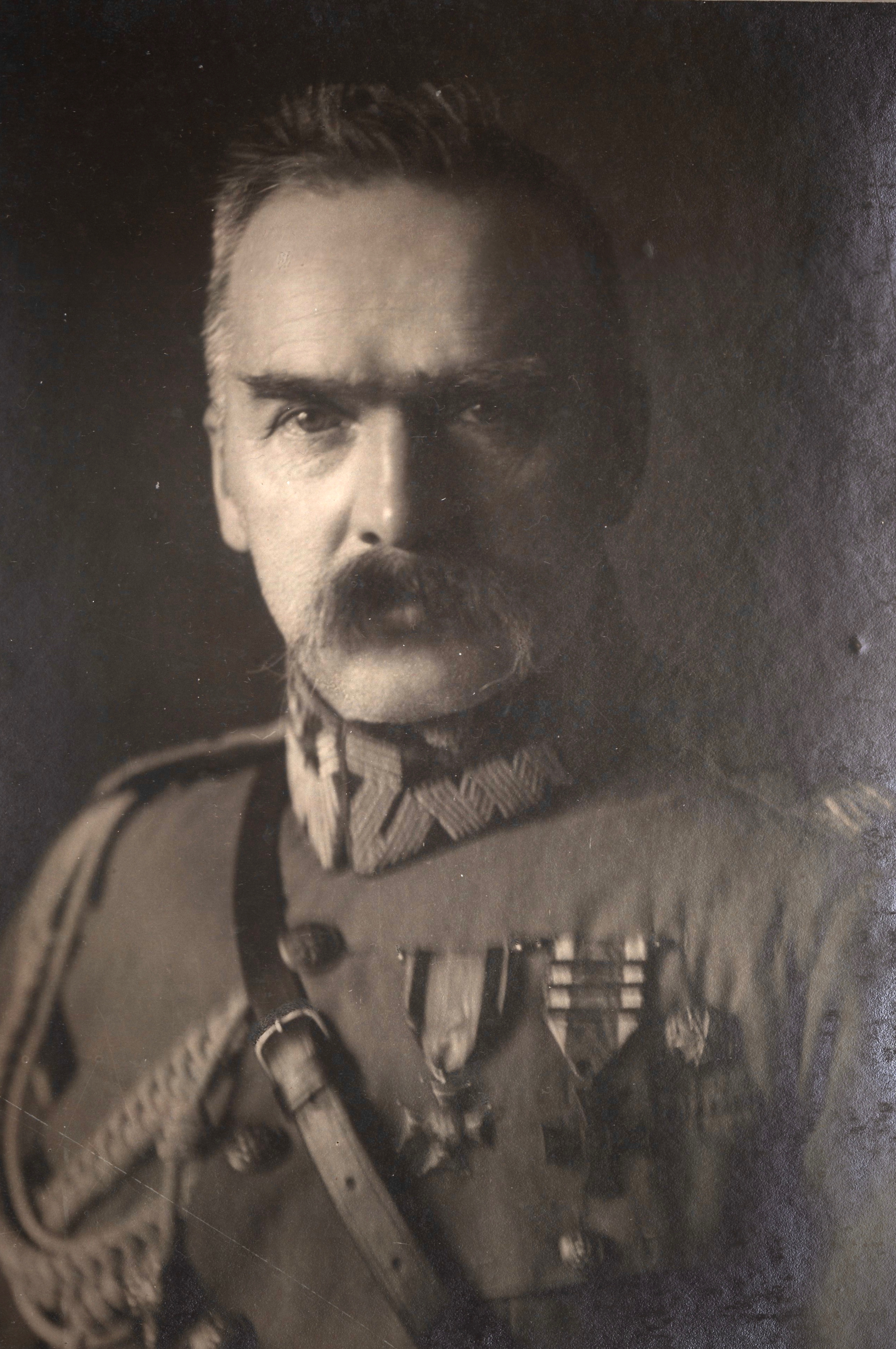
Józef Piłsudski met op zijn borst het kruis van de Orde

Het zilveren kruis kon ook aan eenheden, steden en burgers worden verleend. Alle graden in de Orde konden in oorlogstijd en na de overwinning door de opperbevelhebber worden verleend. De eerste, tweede en derde klasse werden na een voordracht door het kapittel toegekend, de vierde en vijfde klasse werden toegekend na een voordracht door iemands meerdere. Behalve de twaalf leden van het kapittel zouden ook de grootkruisen daarbij hun stem kunnen uitbrengen.

## De Orde in de Tweede Wereldoorlog
Tijdens de bliksemsnelle overrompeling van Polen door de Duitse, en na enige weken ook Russische, legers in 1939 kon het kapittel geen onderscheidingen verlenen. Polen was al na vijf weken geheel door de fascistische en communistische vijand bezet. Daarom hebben de bevelhebbers zelf hun in de Eerste Wereldoorlog ontvangen kruisen op de borst van hun dappere soldaten gespeld. Een voorbeeld daarvan waren de ruiters van het 18e Pommeraanse regiment ulanen dat in de slag bij Krojanty op de eerste dag van de oorlog de aanval van de Duitse infanterie met succes vertraagde en daarom door Generaal Stanisław Grzmot-Skotnicki met zijn eigen Virtuti Militari werden onderscheiden.
Na de val van Polen werd een groot deel van het leger, de luchtmacht en de marine naar Groot-Brittannië en Frankrijk geëvacueerd. Daar hergroepeerde men zich onder het commando van generaal Władysław Sikorski. In januari 1941 besloot de Poolse regering in ballingschap in Londen dat zij, op basis van de wet van 1933, de Orde Virtuti Militari als hoogste Poolse onderscheiding zou verlenen. De Orde werd aan enige bevelhebbers van de geallieerde strijdkrachten zoals veldmaarschalk Bernard Montgomery, Generaal Dwight D. Eisenhower en de Russische maarschalk Georgi Zjoekov verleend. Aan Nederlandse zijde werden de Admiraals Johan Furstner, Conrad Helfrich en Schout-bij-Nacht Karel Doorman met de Orde onderscheiden. Karel Doorman ontving de Orde postuum.
Onder de gedecoreerden waren Tadeusz Kutrzeba, de strateeg die de tegenaanval in de slag bij Bzura opstelde en in 1939 voor de poorten van Warschau vocht, Władysław Anders, commandant van het Poolse 2e Korps, Tadeusz Bór-Komorowski, commandant van het grote ondergrondse leger, de "Armia Krajowa", dat in Polen verzet tegen de nazi's bood en de Opstand van Warschau in 1944 ontketende en Stanisław Maczek de commandant van de 10e gemotoriseerde brigade die zich met zijn tanks effectief tegen de Duitse "blitzkrieg" te weer stelde en als enige Poolse eenheid niet door de Duitsers werd verslagen.

## De Volksrepubliek Polen
De door de Sovjet-Unie gesteunde Poolse legers aan het oostfront kenden ook onderscheidingen in de Orde Virtuti Militari toe. Op 11 november 1943 verleende generaal Zygmunt Berling 16 veteranen van de slag bij Lenino een Zilveren Kruis. Op 22 december 1944 stelde de communistische Poolse schaduwregering in Moskou een "Virtuti Militari onderscheidingwet" vast waarin de Orde de hoogste onderscheiding in het Poolse 1e Leger van het Rode Leger en het verzet werd genoemd.

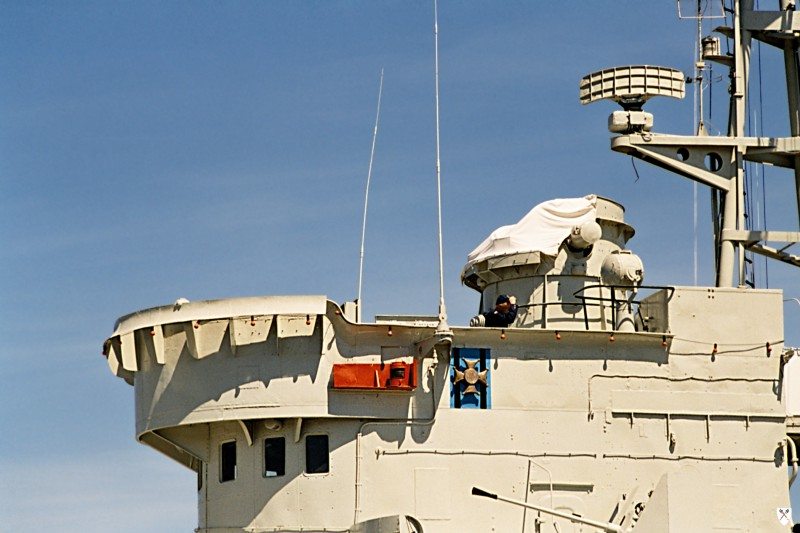
De brug van ORP Błyskawica beschilderd met het Gouden Kruis van de Orde Virtuti Militari

Hoewel het decreet van de Poolse regering in Moskou losjes op de Poolse wet van 1933 was gebaseerd werd het exclusieve benoemingsrecht aan een Nationale Raad en niet aan de Poolse regering of het kapittel gelaten. In 1947 viel dit benoemingsrecht aan de Poolse president en later, nadat deze post was afgeschaft, aan de Poolse Staatsraad. In de jaren van de Communistische dictatuur die van 1943 tot 1989 duurde, werden 5167 mensen onderscheiden met de Orde Virtuti Militari. Een aantal onderscheidingen was voor Russische militairen en bevelhebbers van geallieerde legers. Opvallend was de onderscheiding voor Leonid Brezjnev. Deze Sovjet-leider liet zich graag hoge decoraties verlenen voor zijn bijdrage aan de overwinning in de Tweede Wereldoorlog. Net als zijn Russische onderscheiding in de Russische Orde van de Overwinning werd ook het in 1974 verleende Grootkruis van de Orde Virtuti Militari hem na de zijn dood postuum weer afgenomen.
Het Gouden Kruis werd verleend aan een Poolse oorlogsbodem, het fregat de ORP Błyskawica dat de unieke eer heeft om als enige schip ter wereld met de hoogste onderscheiding voor dapperheid te zijn gedecoreerd. Een aantal legereenheden, waaronder twee infanterie-divisies, zes regimenten infanterie, drie regimenten artillerie en drie eenheden van de luchtmacht werd met de vijfde klas, het Zilveren Kruis onderscheiden. Deze eenheden dragen het kruis van de Orde aan hun vaandels.
Op het uniform dragen de onderscheiden militairen deze batons:
| 1. Grootkruis met ster | Ribbon |
| 2. Commandeurskruis    | Ribbon |
| 3. Ridderkruis         | Ribbon |
| 4. Gouden Kruis        | Ribbon |
| 5. Zilveren Kruis      | Ribbon |

## De Orde in de Republiek Polen van na 1989
Na de val van de communistische dictatuur in 1989 werd een aantal benoemingen in de Orde ter discussie gesteld. Op 10 juli 1990 werd het Grootkruis van Leonid Brezjnev hem door President Wojciech Jaruzelski postuum weer afgenomen. Op 16 oktober 1992 werd de oude wet uit 1933 weer in ere hersteld zodat de Orde weer een Kapittel kreeg. De benoemingen van zowel de regering in Moskou als de regering in ballingschap in Londen werden, in een sfeer van nationale verzoening, erkend.
President Aleksander Kwaśniewski trok de benoeming van Ivan Serov, die ervan beschuldigd werd verantwoordelijk te zijn voor de dood van duizenden Polen, in en President Lech Kaczyński ontnam in 2002 Wincenty Romanowski, de beul van talloze anti-communistische Polen, zijn kruis.
Sinds 1989 zijn er geen benoemingen in de Orde meer geweest. In het Poolse parlement is sindsdien een wet aangenomen die vaststelt dat er "vijf jaar na het einde van vijandelijkheden geen benoemingen meer in de Orde kunnen worden gedaan".